# غلامحسین ایجادی
غلامحسین ایجادی، (به انگلیسی: Gholamhossein Idjadi) (زادهٔ اسفندماه ۱۳۱۹ در گلابدره امامزاده قاسم، شمیران - درگذشتهٔ دیماه ۱۳۹۵ در دربند، شمیران) از پیشکسوتان و قهرمانان نامدار ورزش اتومبیل رانی ایران با دارا بودن مقام‌های قهرمانی اتومبیلرانی کشوری بوده و از سال‌های ۱۳۴۶ تا سال ۱۳۸۵ در زمینهٔ ورزش اتومبیلرانی و موتور سواری و توسعه و راه اندازی فدراسیون اتومبیلرانی و موتورسواری ایران و پس از انقلاب اسلامی سهمی به سزا داشته‌است. وی با همکاری دیگر پیشکسوتان این ورزش پیست اتومبیلرانی استادیوم آزادی را راه اندازی و در برگزاری مسابقات اتومبیلرانی در سطوح متفاوت فعالیت عمده‌ای داشت. غلامحسین ایجادی تنها راننده ایرانی است که در آن زمان از طرف کانون جهانگردی و اتومبیلرانی به فدراسیون بین‌المللی اتومبیل‌رانی جهت شرکت در مسابقات و گذراندن دوره مربیگری اتومبیلرانی معرفی شد.

## درگذشت
غلامحسین ایجادی درصبح اول ديماه ۱۳۹۵ خورشیدی، در محله دربند شمیران درگذشت و در قطعه ۶۶ بهشت زهرای تهران به خاک سپرده شد. او مدت‌ها از بیماری پارکینسون رنج می‌برد.
در پی این رویداد، بسیاری از پیشکسوتان ورزش اتومبیلرانی ایران، فدراسیون اتومبیلرانی و موتورسواری ایران و بسیاری دیگر از ورزشکاران و دوستان و یاران وی پیام‌های تسلیتی به طور جداگانه صادر کردند.

## نگارخانه

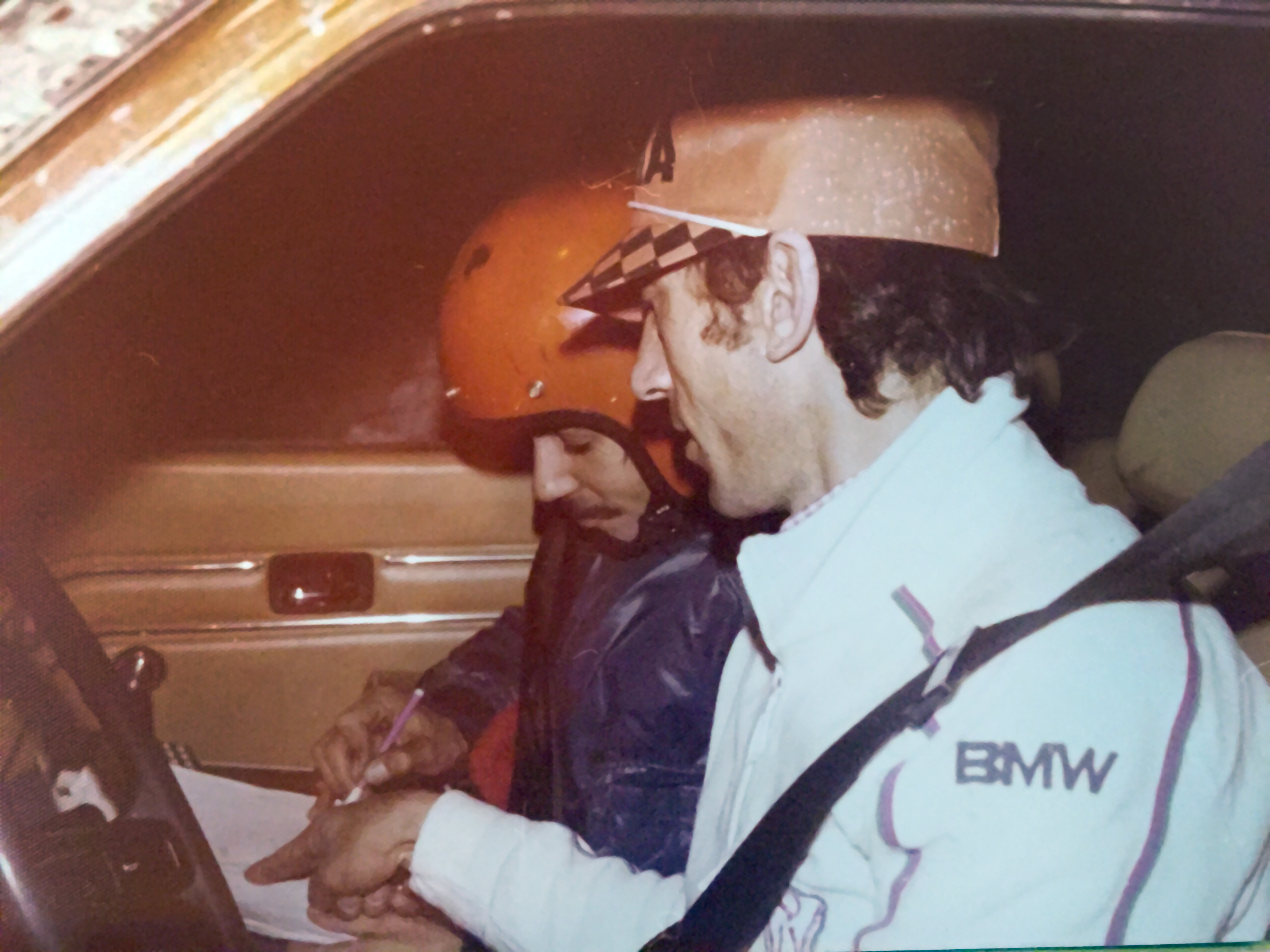
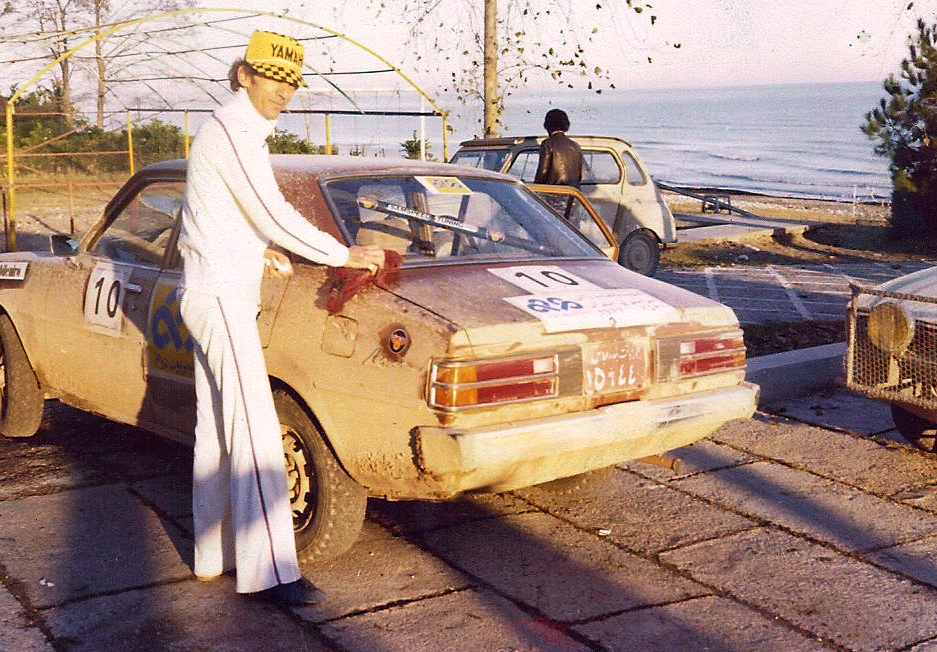
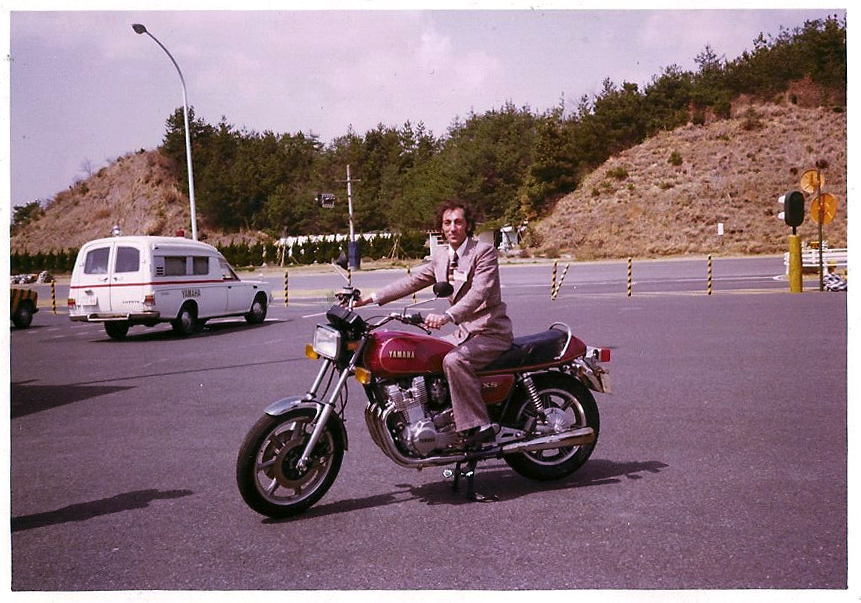
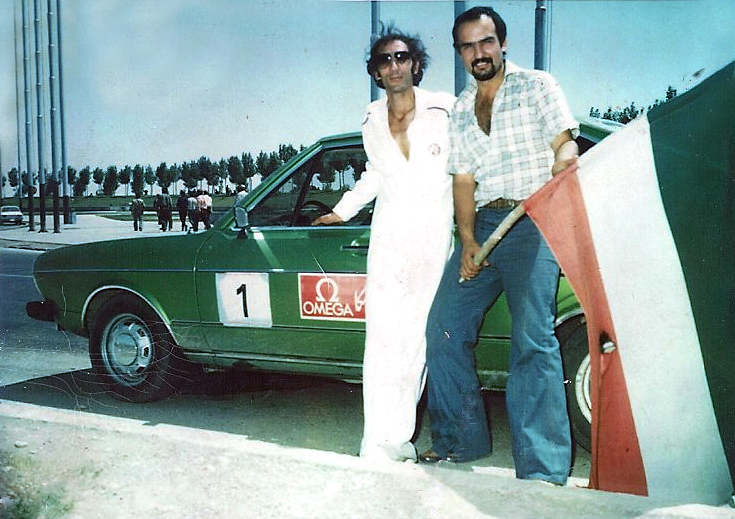
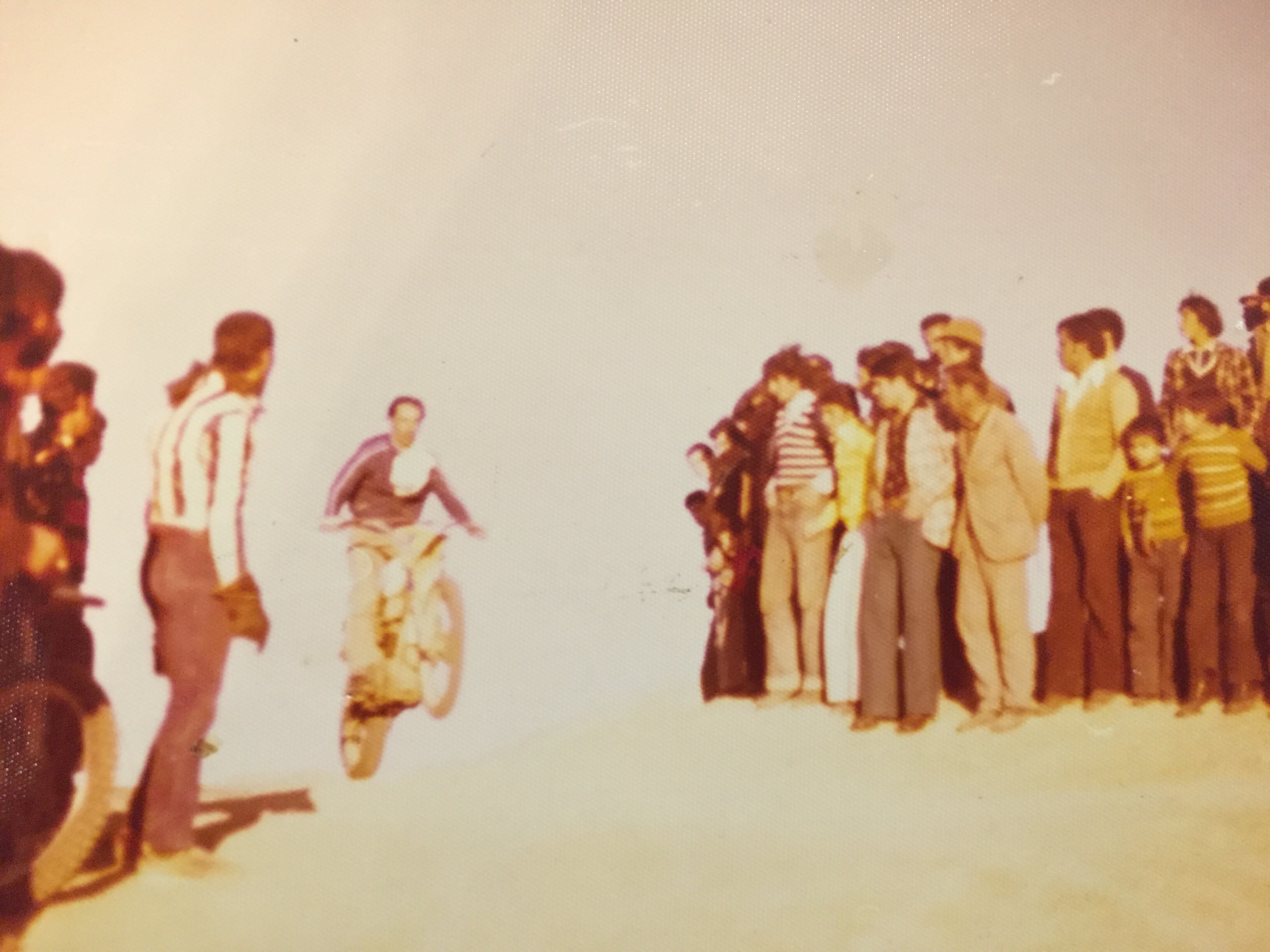
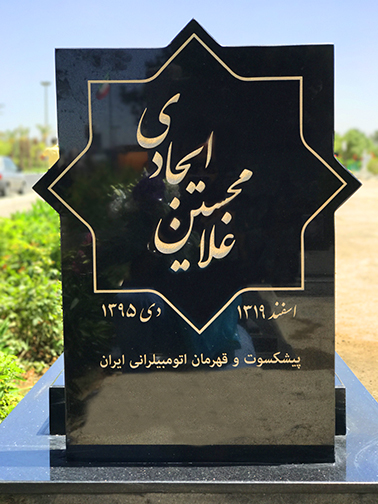
سنگ قبر غلامحسین ایجادی